# NGC 4661
NGC 4661 (ook: NGC 4650B) is een elliptisch sterrenstelsel in het sterrenbeeld Centaur. Het hemelobject werd op 5 juni 1834 ontdekt door de Britse astronoom John Herschel.

## Synoniemen
- ESO 322-72
- MCG -7-26-40
- DCL 183
- PGC 42983